# 馬德琳·恩格爾
麥德琳·蘭歌（英語：Madeleine L'Engle，1918年11月29日—2007年9月6日）是一名美國作家，以年輕成人小說聞名。她的作品反映了基督教信仰和現代科學興趣。蘭歌的父親是記者，母親是鋼琴家，丈夫是於演出《櫻桃園》期間時結識。她畢業於史密斯學院之後，之後回到紐約的劇場工作，於巡迴演出時寫下第一本作品《細雨》，在1953年正式出版。

## 作品
- 《時間的皺摺》（A Wrinkle in Time） ISBN 9789866104466
- 《銀河的裂縫》（A Wind in the Door） ISBN 9789866104497
- 《傾斜的星球》（A Swiftly Tilting Planet）ISBN 9867399390
- 《末日的逆襲》（Many Waters） ISBN 9789866104718
- 《超時空之謎》（An Acceptable Time） ISBN 9789866104732